# Büchelturm

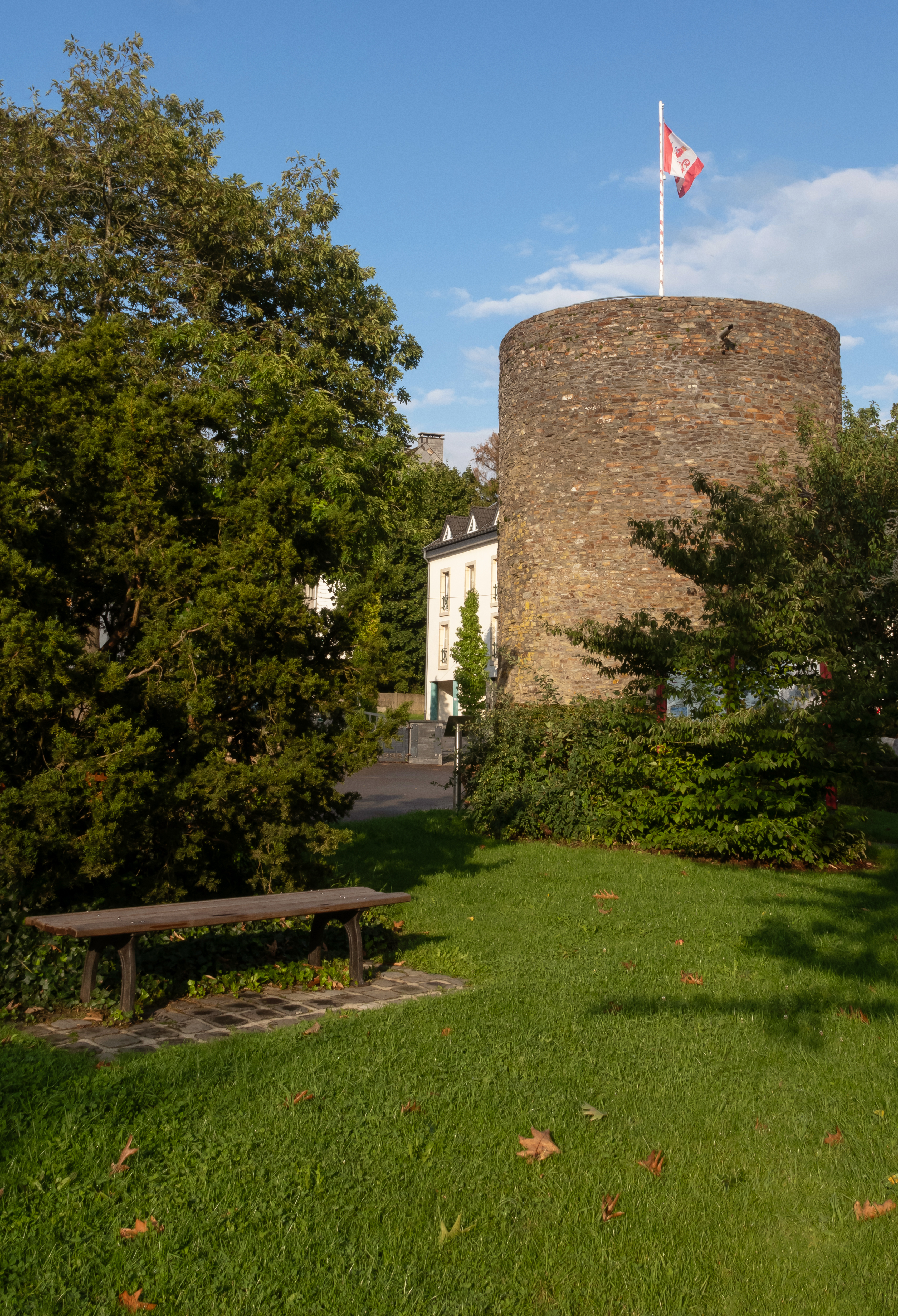
Büchelturm in Sankt Vith

Der Büchelturm in Sankt Vith, einer belgischen Stadtgemeinde in der Provinz Lüttich, wurde 1350 errichtet. Der Wehrturm ist seit 1956 ein geschütztes Kulturdenkmal.
Der runde Büchelturm aus Bruchstein ist der letzte Überrest der ehemaligen Stadtmauer von Sankt Vith. Sie wurde von Johann von Valkenburg mit sieben Türmen errichtet. Die einzigen sichtbaren Öffnungen sind der heutige Eingang sowie ein spitzbogiger Durchgang zum ehemaligen Wehrgang auf Höhe des ersten Geschosses. Auf beiden Geschossen gibt es Rundbogengewölbe. 

Über dem Eingang ist eine Rotsandsteinplatte angebracht mit der Inschrift: 

„BÜCHELTURM BIN ICH GENANNT. UM 1350 GEBAUT, DIE SCHLEIFUNG 1689 ICH ÜBERSTAND. 1944 DURCH BOMBEN BESCHÄDIGT 1961 WIEDERHERGESTELLT.“

Der 1961 restaurierte Büchelturm gilt als Wahrzeichen der Stadt Sankt Vith.